# Tiroteo de la Escuela cristiana Abundant Life
El 16 de diciembre de 2024, se produjo tiroteo en la escuela cristiana Abundant Life en Madison, Wisconsin, Estados Unidos. Se confirmó la muerte de dos personas y otras seis resultaron heridas. La perpetradora, identificada como Natalie Rupnow, de 15 años (conocida como Samantha), se suicidó en el lugar.

## Trasfondo
La escuela cristiana Abundant Life una institución educativa privada fundada en 1978. El edificio está localizado al lado de la iglesia de la ciudad de Madison y comparte un campus de 11,3 hectáreas (28 acres) con el Centro de aprendizaje "Campus for Kids", un centro educativo que alberga desde una guardería hasta jardín de infantes, así como la iglesia. Niños de al menos 200 familias están inscritos en la escuela, que tenía alrededor de 390 estudiantes inscritos a la fecha del tiroteo. En el momento del tiroteo, la escuela tenía cámaras instaladas; sin embargo, como la mayoría de las escuelas privadas de su tamaño no contaban con un arco de metal ni un oficial de recursos escolares.

## Tiroteo
El tiroteo ocurrió dentro de un aula utilizada como sala de estudio. Según el Departamento de Policía de Madison, recibieron una llamada al 911 de una maestra de segundo grado dentro de la escuela a las 10:57 a. m. CST. El tiroteo ocurrió en una sala de estudio mixta para estudiantes de diferentes edades y grados. Rupnow estaba armada con dos pistolas durante el tiroteo, pero solo usó una de ellas.
La policía llegó a la escuela y encontró al tirador muerto a las 11:05 a. m., por una herida de bala autoinfligida. Inicialmente, se informó que el sospechoso era un adolescente menor de edad y estudiante de la escuela. La tiradora fue declarada muerta mientras era trasladada al hospital.
A las 11:14 a. m., el personal escolar y los estudiantes fueron evacuados. Ninguno de los agentes que acudieron al lugar disparó sus armas. Tras un primer registro de la escuela, la policía informó que ya no existía ninguna amenaza para el público. Según varias agencias de noticias locales, alrededor de las 11:20 a. m. se envió una alerta de seguridad pública a teléfonos cercanos.
Se recuperaron un total de 21 casquillos en la escuela. Rupnow llevaba dos pistolas (una Glock 19 de 9 mm y una Sig Sauer P322 calibre .22), cinco cargadores de 9 mm, tres cargadores calibre .22 y una caja con 50 cartuchos de munición de 9 mm. Llevaba una camiseta negra con una diana grabada.

## Víctimas
Durante una conferencia de prensa inicial, los funcionarios del Departamento de Policía de Madison informaron que el número de muertos era de cinco personas, pero luego modificaron su informe y dijeron que tres personas, incluido el presunto tirador, estaban muertos. Las dos víctimas fueron identificadas por la Oficina del Médico Forense del Condado de Dane como Erin West, maestra de 42 años de DeForest, en el Condado de Dane y Rubi Vergara, estudiante de 14 años.
Seis personas resultaron heridas, dos de ellas de gravedad. El jefe de policía, Shon F. Barnes, no proporcionó las edades ni los géneros de las víctimas heridas.
Cuatro pacientes del tiroteo fueron atendidos en el Hospital SSM Health Saint Mary's de Madison, según un portavoz del hospital. Dos de los heridos fueron dados de alta posteriormente. Los otros dos pacientes permanecieron hospitalizados, pero se encontraban estables.

## Perpetradora
Natalie Lynn "Samantha" Rupnow (7 de noviembre de 2009-16 de diciembre de 2024), una estudiante de 15 años de la escuela fue identificada por un agente del orden como la autora. Rupnow vivió en el área metropolitana de Madison toda su vida, con vínculos familiares tanto en Friesland, como en Randolph, ambos en Wisconsin. Sus padres se divorciaron y se volvieron a casar dos veces. Para julio de 2022, ya había comenzado terapia, lo que supuestamente la ayudaría a decidir con cuál de sus padres pasaría los fines de semana. Antes de esta terapia, Rupnow había amenazado con suicidarse y se había autolesionado hasta que su padre tuvo que guardar bajo llave todos los cuchillos de su casa.
Meses antes del tiroteo de agosto, Rupnow se unió a un club de tiro cuando su padre la llevó a un campo de tiro. Escribió en un comentario de Facebook que se habían unido al club esa primavera y que habían disfrutado cada segundo.
El padre de Rupnow declaró a la policía que su interés por las armas de fuego había crecido como una bola de nieve y que él le había informado de la combinación de la caja fuerte donde guardaba las suyas.
Un usuario publicó en X lo que supuestamente era el manifiesto del tirador. Al momento de la publicación, el manifiesto aún no había sido autenticado por la policía de Madison. Las supuestas cuentas de Rupnow en redes sociales contenían expresiones de alienación. Surgió una foto de ella con una camiseta de KMFDM similar a la que Eric Harris, uno de los perpetradores de la Masacre de la Escuela Secundaria de Columbine de 1999, usó en varios videos amateurs.

## Reacciones
Los Boys and Girls Clubs del condado de Dane organizaron una vigilia con velas al día siguiente del tiroteo en los terrenos del capitolio estatal. Se instaló un monumento en una acera cerca de la escuela para honrar a las víctimas del tiroteo. Exalumnos, entre otros, llevaron ofrendas como flores de Pascua al monumento.
El 18 de diciembre, una funeraria local publicó en línea un obituario de Vergara. Su funeral se celebró el 21 de diciembre en la Iglesia de la ciudad de Madison.

## Investigación
La Agencia de Alcohol, Tabaco, Armas de Fuego y Explosivos (ATF) Estuvo en el lugar tras el tiroteo. Un portavoz dijo que la Oficina recuperó la pistola calibre 9 mm utilizada en el tiroteo y la estaba rastreando. La policía y la Oficina Federal de Investigaciones (FBI) hablaron con la familia y los estudiantes del perpetrador para intentar encontrar un motivo. La familia del agresor cooperó con las autoridades durante toda la investigación.
El jefe Barnes dijo que estaba al tanto de que el supuesto manifiesto, que se afirmaba que era del tirador, estaba circulando en internet, pero no podía confirmar su autenticidad. También dijo que ha solicitado que la ATF agilice su investigación sobre el paradero del tirador y el método para obtener el arma de fuego. No estaba seguro de si sus padres poseían o tenían el arma. El 17 de diciembre, Barnes declaró a la prensa que los investigadores están investigando una combinación de factores, incluyendo la posibilidad de que Rupnow hubiera sufrido acoso. Además, la policía está buscando en las redes sociales de la presunta autora del tiroteo pistas que puedan ayudar a establecer el motivo del ataque. Durante el registro de la casa de Rupnow, los agentes encontraron una maqueta de cartón de la escuela, mapas y un cronograma del ataque, que comenzó con ella abriendo fuego a las 11:30 a. m., destruyendo el primer y segundo piso de la escuela, y finalizando el ataque a las 12:10 p. m. con la nota " Ready 4 Death" (Listos para morir").
El 8 de mayo de 2025, el padre de Rupnow, Jeffrey Rupnow, fue acusado de dos cargos por entregar, vender o prestar intencionalmente un arma peligrosa a una persona menor de 18 años y un cargo por contribuir al delito de un menor, en relación con la forma en que Rupnow obtuvo las armas utilizadas en el tiroteo. Los tres cargos fueron delitos graves. La fianza se fijó en $20,000 dólares el 9 de mayo.

### Posibles conspiradores
El 18 de diciembre, Alexander Paffendorf, de 20 años y residente de Carlsbad, California, fue detenido por agentes del FBI en relación con el tiroteo. Era sospechoso de coordinar un tiroteo masivo en un edificio gubernamental junto con Rupnow. Presuntamente, le dijo a Rupnow que "se armaría con explosivos y una pistola y que empezaría a disparar en un edificio gubernamental". Actualmente no está claro cómo se conocieron Paffendorf y Rupnow. El FBI se negó a hacer comentarios sobre esta situación.
Sin embargo, como resultado de sus declaraciones y admisiones, un juez del Condado de San Diego le notificó a Paffendorf una orden de protección de emergencia (restricción) por violencia armada. La orden exige a Paffendorf que entregue las armas de fuego y no posea ninguna mientras esté vigente. El 3 de enero de 2025, Paffendorf compareció por videoconferencia ante el Tribunal Superior del Condado de San Diego para una audiencia sobre la orden de restricción. Se disculpó por su conexión con el tiroteo, expresó su arrepentimiento por sus acciones y dijo que estaba dispuesto a afrontar las consecuencias de sus actos. El juez pospuso la audiencia hasta el 4 de abril porque Paffendorf está bajo investigación criminal y aún no tenía abogado.
La cuenta de X del autor del tiroteo en la escuela secundaria Antioch fue presuntamente seguida por Rupnow..
El 29 de abril de 2025, Damien Allen, de 22 años y residente de Loxahatchee, Florida, fue arrestado por la policía por planear siete tiroteos masivos en siete lugares diferentes, incluyendo al menos una comisaría y una iglesia. Se descubrió que intercambió mensajes con Rupnow antes de su muerte. Se encontró que Allen estaba en posesión de 18 armas de fuego y más de 12,000 municiones.

## Reacciones
El presidente Joe Biden condenó el incidente como "impactante e inadmisible" en un comunicado. Exhortó al Congreso de los Estados Unidos a tomar medidas inmediatas para abordar la violencia con armas de fuego en las escuelas estadounidenses, enfatizando la necesidad de una mayor protección para los niños en las escuelas. Abogó por la aprobación de leyes de seguridad de armas en el Congreso, incluyendo la verificación universal de antecedentes, una ley nacional de alerta roja, además de la prohibición de las armas de asalto y la prohibición de los cargadores de alta capacidad.
El gobernador de Wisconsin, Tony Evers, ordenó que las banderas de Estados Unidos y Wisconsin ondearan a media asta y publicó un comunicado en Twitter poco después del tiroteo. Tuiteó que estaba monitoreando de cerca el tiroteo y a la comunidad, y que oraba por los estudiantes, los educadores y la comunidad mientras esperaban más información.
Los senadores de Wisconsin Tammy Baldwin y Ron Johnson publicaron declaraciones por separado en redes sociales ofreciendo sus condolencias y oraciones a todas las víctimas, y dijeron que continuarían monitoreando la situación y apoyando a las fuerzas del orden según fuera necesario. Poco después del tiroteo, la página de Facebook de la escuela publicó que habían tenido un incidente con un tirador activo y pedían oraciones.
El jefe Barnes declaró a los medios: "Cada niño, cada persona en ese edificio, es una víctima y lo será para siempre. Este tipo de trauma no desaparece por sí solo". En la vigilia, el superintendente del Distrito Escolar Metropolitano de Madison, Joe Gothard, declaró que la tragedia ocurrió a menos de dos cuadras de su casa de la infancia. Afirmó que afirmar que el distrito mejoraría la seguridad no era suficiente. Dijo: "Necesitamos conectarnos como lo hacemos esta noche, todos los días, y comprometernos a que nos apoyamos mutuamente, con la esperanza de evitar tragedias evitables como la de ayer".